# Station Hansfield
Station Hansfield is een spoorwegstation in Blanchardstown in het Ierse graafschap Dublin. Het station ligt aan de  Docklandslijn richting de M3. 
Het station wordt bediend door forensentreinen die rijden tussen M3 en Dublin-Docklands. In de spits rijden twee treinen per uur, buiten de spits een. De Docklandslijn rijdt alleen op werkdagen. Op zondagen rijdt tussen de M3 en Clonsilla een pendeltrein die ieder uur Hansfield aandoet. 